# Sveneby socken
Sveneby socken i Västergötland ingick i Vadsbo härad, ingår sedan 1971 i Töreboda kommun och motsvarar från 2016 Sveneby distrikt.
Socknens areal är 14,77 kvadratkilometer varav 13,17 land. År 2000 fanns här 41 invånare.  Godsen Hageby och Sveneby herrgård med sockenkyrkan Sveneby kyrka ligger i socknen.

## Administrativ historik
Socknen har medeltida ursprung.
Vid kommunreformen 1862 övergick socknens ansvar för de kyrkliga frågorna till Sveneby församling och för de borgerliga frågorna bildades Sveneby landskommun. Landskommunen uppgick 1952 i Moholms landskommun som 1971 uppgick i Töreboda kommun. Församlingen uppgick 2002 i Fägre församling.
1 januari 2016 inrättades distriktet Sveneby, med samma omfattning som församlingen hade 1999/2000.  Socknen har tillhört län, fögderier, tingslag och domsagor enligt vad som beskrivs i artikeln Vadsbo härad.

## Geografi
Sveneby socken ligger söder om Mariestad med sjön Östen i söder och Tidan i sydost. Socknen är en uppodlad slättbygd med ett centralt skogsparti.

## Fornlämningar
En boplats från stenåldern är funnen. Från järnåldern finns gravar och två gravfält.

## Namnet
Namnet skrevs 1304 Swenaby och kommer från kyrkbyn. Efterleden är by, 'gård; by'. Förleden är sven, 'yngling; väpnare; tjänare'.
Före 1940 skrevs namnet även Svenneby socken (inte att förväxla med Svenneby socken i Bohuslän).